# Чарнкув (гміна)
Гміна Чарнкув (пол. Gmina Czarnków) — Сільська гміна у північно-західній Польщі. Належить до Чарнковсько-Тшцянецького повіту Великопольського воєводства.
Станом на 31 грудня 2011 у гміні проживало 11147 осіб.

## Територія
Згідно з даними за 2007 рік площа гміни становила 347.78 км², у тому числі:
- орні землі: 52.00 %
- ліси: 39.00 %

Таким чином, площа гміни становить 19.23 % площі повіту.

## Населення
Станом на 31 грудня 2011:
| Опис     | Загалом | Загалом | Чоловіки | Чоловіки | Жінки | Жінки |
| -------- | ------- | ------- | -------- | -------- | ----- | ----- |
| одиниця  | осіб    | %       | осіб     | %        | осіб  | %     |
| все      | 11147   | 100     | 5618     | 50.40    | 5529  | 49.60 |
| міське   | 0       | 100     | 0        |          | 0     |       |
| сільське | 11147   | 100     | 5618     | 50.40    | 5529  | 49.60 |

## Сусідні гміни
Гміна Чарнкув межує з такими гмінами: Будзинь, Велень, Любаш, Полаєво, Ричивул, Тшцянка, Уйсце, Ходзеж, Чарнкув.